# François Roussel (musicien)
Pour les articles homonymes, voir François Roussel et Roussel.
François Roussel [Francesco Rosselli] est un musicien d’origine probablement franc-comtoise, actif à Rome et à Lyon entre 1540 et 1580 environ.

## Biographie

### Jeunesse
L’origine de François Roussel n’est pas encore connue, ni les conditions de son apprentissage de la musique. Des lettres de naturalité accordées le 13 août 1565 par Charles IX de France à un certain François Roussel, natif du comté de Bourgogne, laissent ouverte l’hypothèse selon laquelle il serait né en Franche-Comté, alors terre des Habsbourg. Mais s’agit-il bien du même homme ? Il est qualifié de « Gallus » (français, ou seulement francophone ?) dans un registre de l’église Saint-Louis-des-Français à Rome. Son nom, souvent italianisé, a laissé croire qu’il était d’origine italienne.

### Florence puis Rome
Roussel est très probablement un des deux enfants de chœur que Jacques Arcadelt a amenés avec lui à Florence vers 1534-1535. Après l'assassinat de leur patron Alessandro de' Medici, tous deux partent à Rome. Ils sont peut-être un temps au service de Marguerite d'Autriche, puis Arcadelt est engagé par la chapelle papale alors que Roussel trouve à s'employer dans les institutions romaines. Notamment, Francesco Rosselli est attaché au cardinal Alexandre Farnèse entre 1544 et 1563, le suivant probablement lors de ses déplacements. La chronologie de ses emplois romains a été publiée dans Garden 1977 : il est d’abord nommé « maître des enfants » puis « maître du chœur » à la Cappella Giulia par le cardinal Farnèse.

### Lyon
Un premier épisode lyonnais semble intervenir vers 1554-1561 : il est mentionné dans un pamphlet publié à Lyon en 1554 et publie ensuite une chanson chez Robert Granjon en 1559 et six autres à Paris la même année. Il est témoin lors d’un procès soutenu par le musicien Philibert Jambe de fer en 1561. Des documents plus tardifs le mentionnent comme protégé du sénéchal de Lyon Guillaume de Gadagne vers 1568.

### Rome
Un second séjour à Rome est identifié lorsque Roussel est « maître de chœur » à l’église Saint-Laurent in Damaso entre 1564 et 1566. Il occupe ensuite les mêmes charges à Saint-Louis des Français de 1566 à 1571 (qui dépendait des œuvres françaises à Rome) puis à Saint-Jean de Latran, de 1572 à 1575.

### Retour en France?
Ce dernier séjour romain semble avoir été suivi d’un retour en France, puisque Roussel dédie ses Chansons nouvelles de 1577 à Jacques de Savoie-Nemours, ancien gouverneur de Lyon. Ce recueil a été précédé d’un autre, perdu, publié avant 1571 à Paris ou à Lyon.

## Œuvres

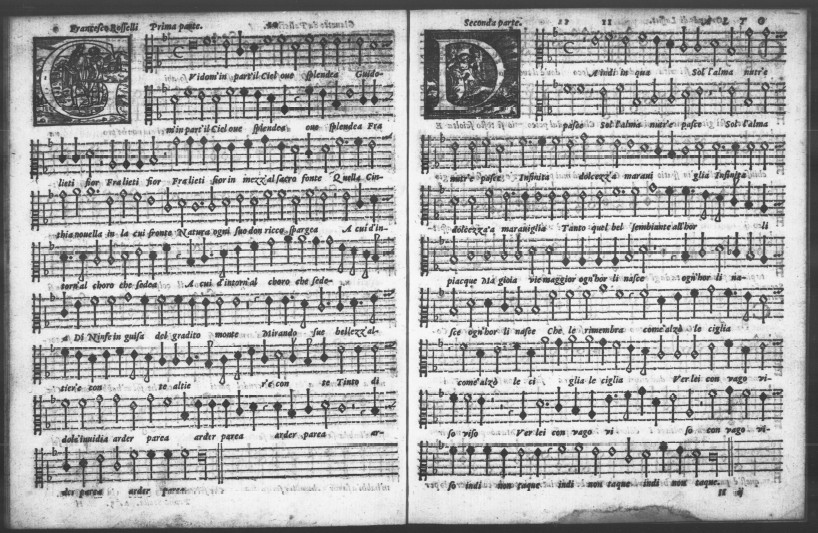
Le madrigal Guidom'in parte il ciel de François Roussel, dans le recueil Prima stella de madrigali a cinque voci... (Rome, 1570) (London BL).

Elles ont été publiées par Greer Garden dans François Roussel Opera omnia (Corpus mensurabilis musicae, vol. 83 (1980–1982), 5 vol.). Voir le détail des volumes ici.

### Musique sacrée
Elle inclut 8 messes et 14 motets, dispersés dans des manuscrits ou des recueils imprimés.
Les messes sont :
- Missa Virtute magna, Missa Souspirs ardans, Missa De mes ennuits, à 4 voix (les deux dernières empruntent le thème de chansons d'Arcadelt) ;
- Missa Emendemus in melius, Missa La sol fa mi re ut, Missa de fantasia (incomplète), à 5 voix ;
- Missa a 6.

Ce répertoire reste en quantité limitée par rapport à son répertoire profane et s’apparente au style de la génération de Jacques Arcadelt (ca. 1504 – 1568).

### Madrigaux
Le style de Roussel se caractérise d’abord par des rythmes assez élaborés, puis subit l’influence de Cyprien de Rore dans l’usage fréquent de dissonances et d’un chromatisme expressif.
- Des madrigaux épars sont publiés dans divers recueils entre 1546 et 1574, à Venise chez Antonio Gardano ou ses héritiers, chez Girolamo Scotto ou chez Francesco Rampazetto, à Pesaro chez Bartolomeo Cesaro, à Rome chez Antonio Barré ou Valerio Dorico (RISM 154615, 155429,  155531, 155813, 155916, 156017 et 18, 156110, 15627 et 8, 156613 et 23, 15744).
- Il primo libro de madrigali a cinque voci, insiemi de altri autori... Venise : Antonio Gardano, 1562. 5 vol. 4° oblong. RISM 156222 et R 2718. Contient 13 pièces de sa main parmi celles de 5 autres compositeurs.
- Il primo libro delli madrigali a cinque voci. Rome : Valerio Dorico, 1563. 5 vol. 4° oblong. RISM R 2719.

### Chansons
- Un recueil de chansons, perdu, est publié avant 1571, probablement à Lyon. Il est cité dans deux inventaires du temps[6].
- Chansons nouvelles mises en musique à III, V et VI parties, par M. Françoys Roussel. Paris : Adrian Le Roy et Robert Ballard, 1577. 4 vol. 4° oblong. RISM R 2720, Lesure 1955 n° 203. Recueil de 43 chansons, dédié au prince de Nemours.
- Quelques chansons éparses sont publiées entre 1559 et 1578 à Lyon chez Robert Granjon et à Paris chez Adrian Le Roy et Robert Ballard (RISM 155913 et 15, 15722, 15787) et présentes dans le manuscrit Magl.XIX.57 de la Bibliothèque nationale de Florence comme dans le manuscrit Mus. Hs. 18811 de la Bibliothèque nationale de Vienne.